# Église Notre-Dame-de-l'Assomption de Trélissac
L'église Notre-Dame-de-l'Assomption est une église catholique située à Trélissac, en France.

## Localisation
L'église Notre-Dame-de-l'Assomption est située dans le département français de la Dordogne, en Périgord central, à Trélissac.

## Historique
La paroisse de Trélissac est mentionnée en 1293 dans une sentence arbitrale. Elle est citée plus souvent à partir de 1297. 
L'église Notre-Dame-de-l'Assomption est la troisième église paroissiale de Trélissac. La première était dédiée à saint Eumache, la deuxième est l'ancienne église Notre-Dame-de-l'Assomption, en ruines, située dans le parc du château Magne. 
En 1869, Alfred Magne veut agrandir sa propriété. Pour cela, il achète l'ancienne église Notre-Dame-de-l'Assomption et en fait construire une nouvelle. Il est précisé dans le contrat que l'ancienne église ne deviendrait sa propriété qu'un an après la livraison de la nouvelle église. Par ailleurs, l'ensemble du mobilier et des éléments du décor de l'ancienne église doivent être remis dans la nouvelle. 
La nouvelle église est construite entre 1870 et 1872 par l'architecte Auguste Dubet. Elle a été consacrée le 12 octobre 1872 par l'évêque de Périgueux Joseph Dabert. Le procès-verbal de réception est fait par Gabriel Lagrange, architecte départemental. Elle est acceptée par le conseil municipal de Trélissac le 8 mai 1874.

## Description

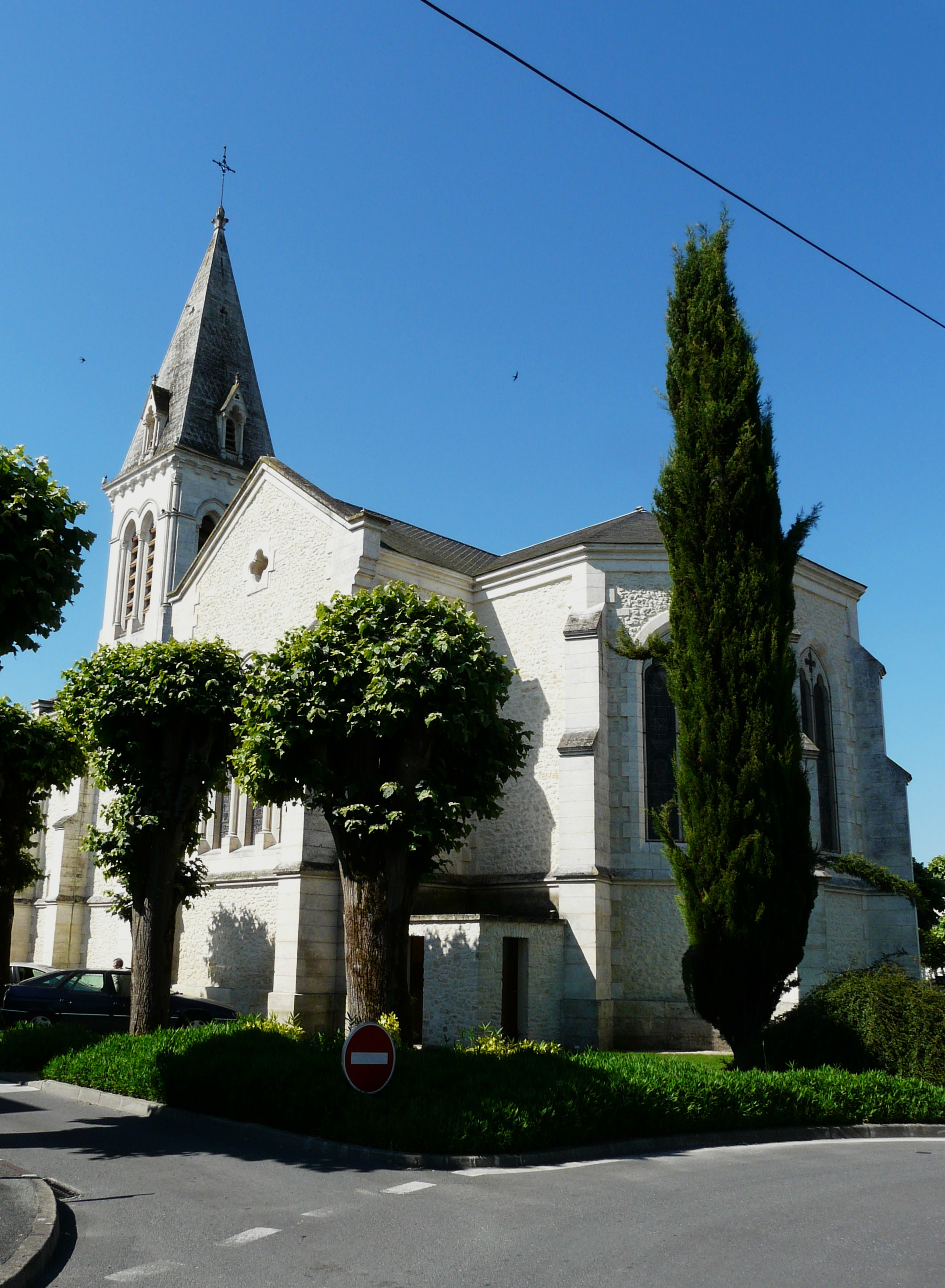
Ensemble de l'église
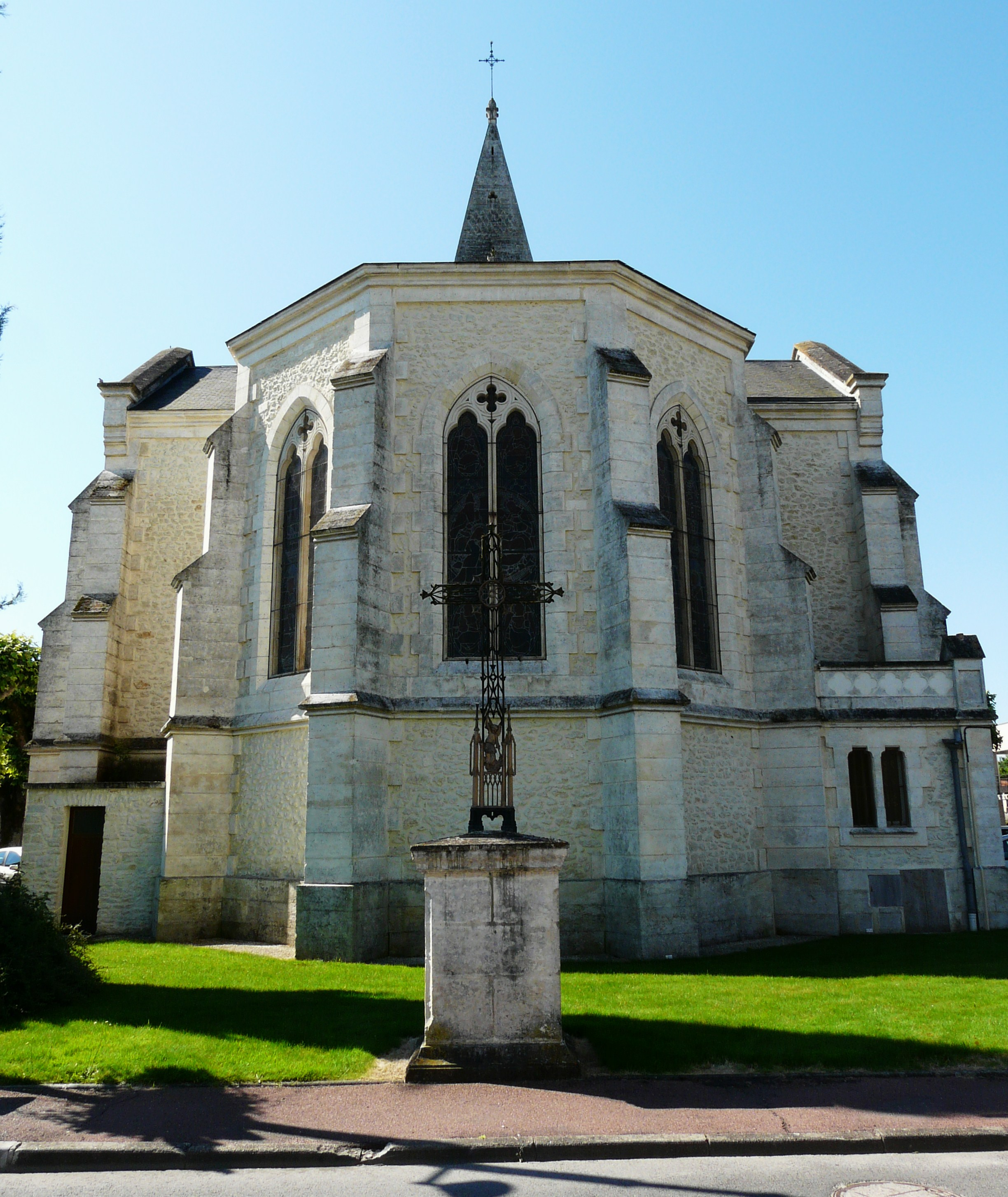
Chevet de l'église
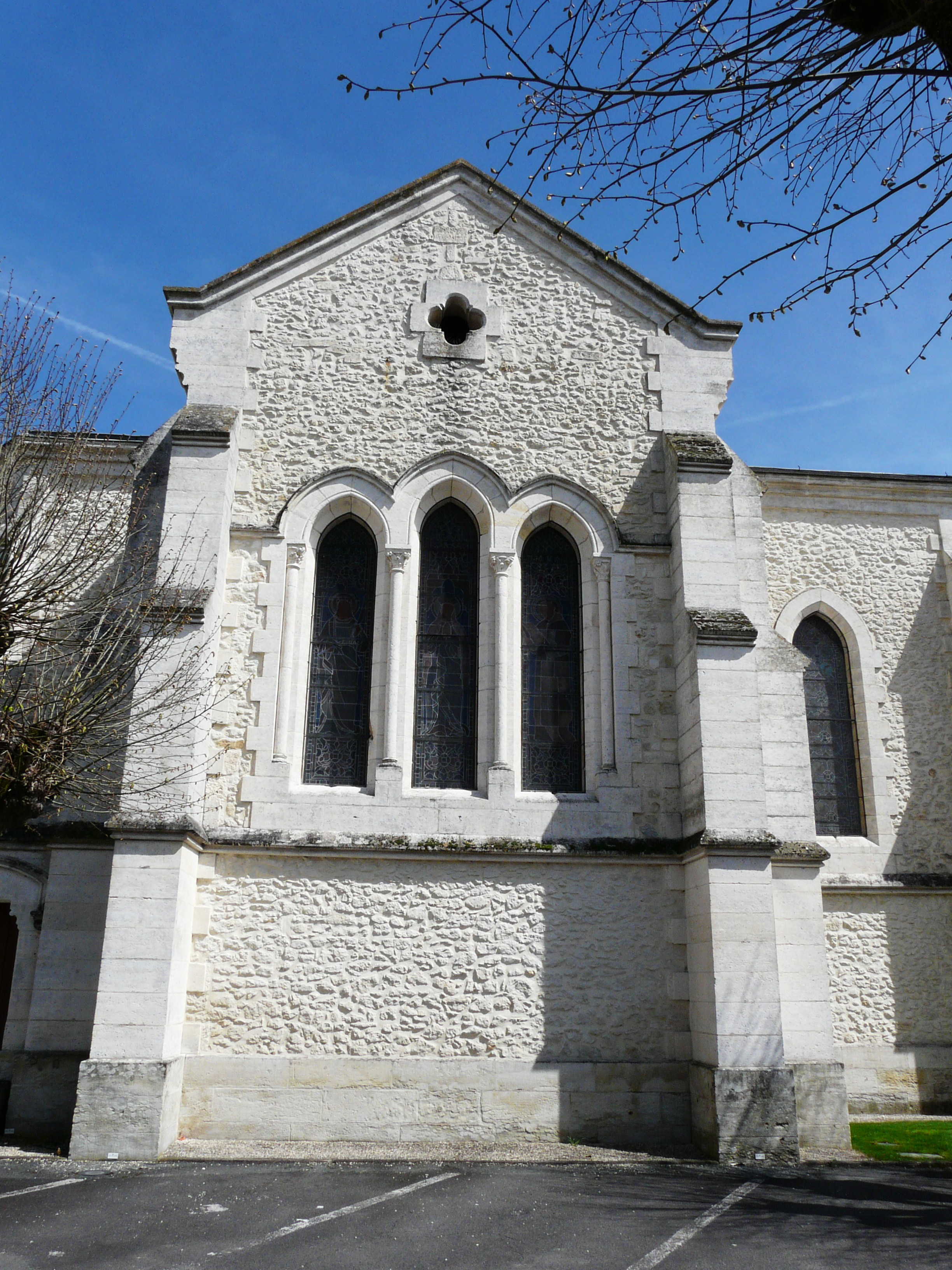
Transept ouest
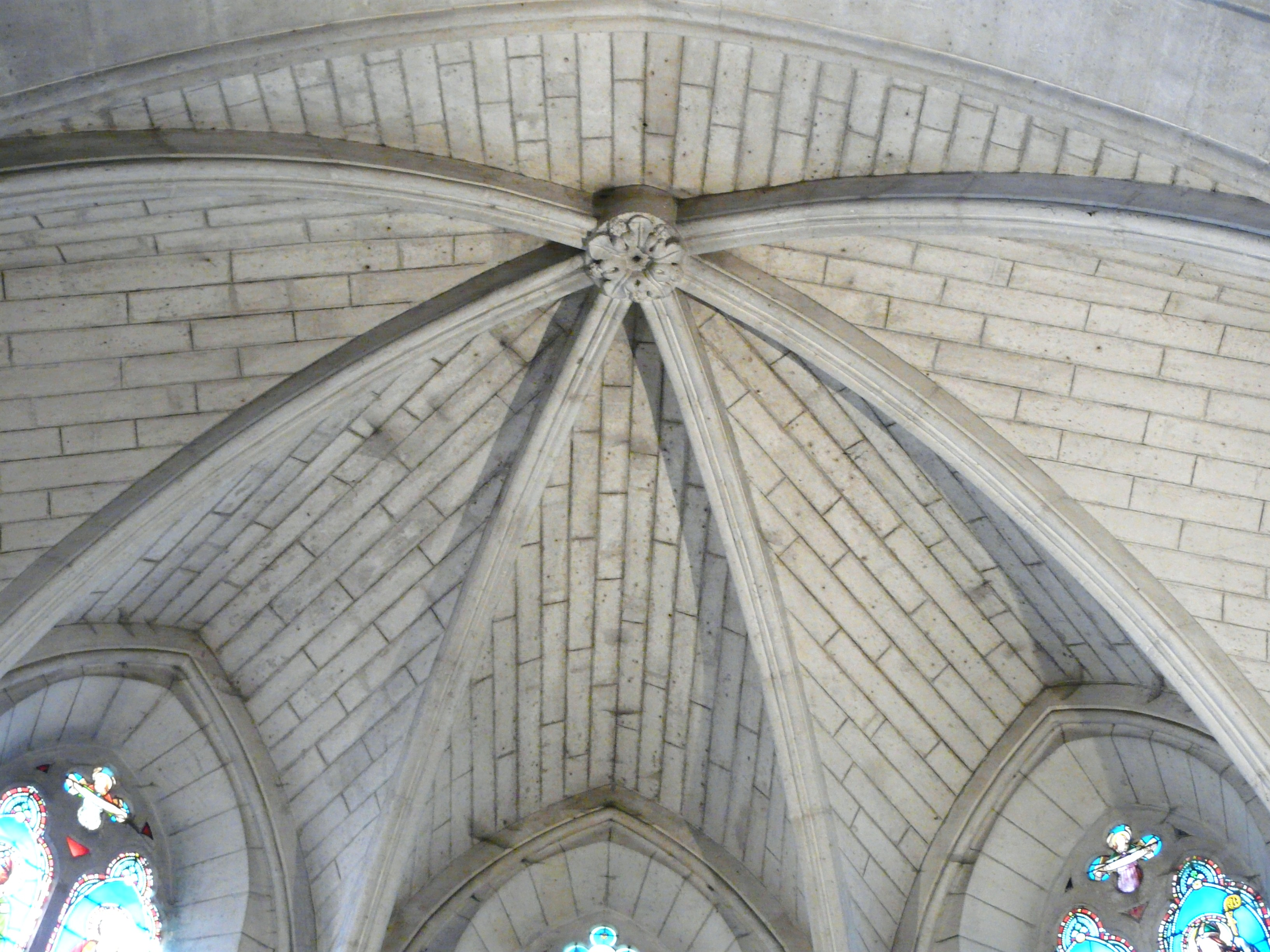
Voûte du chœur
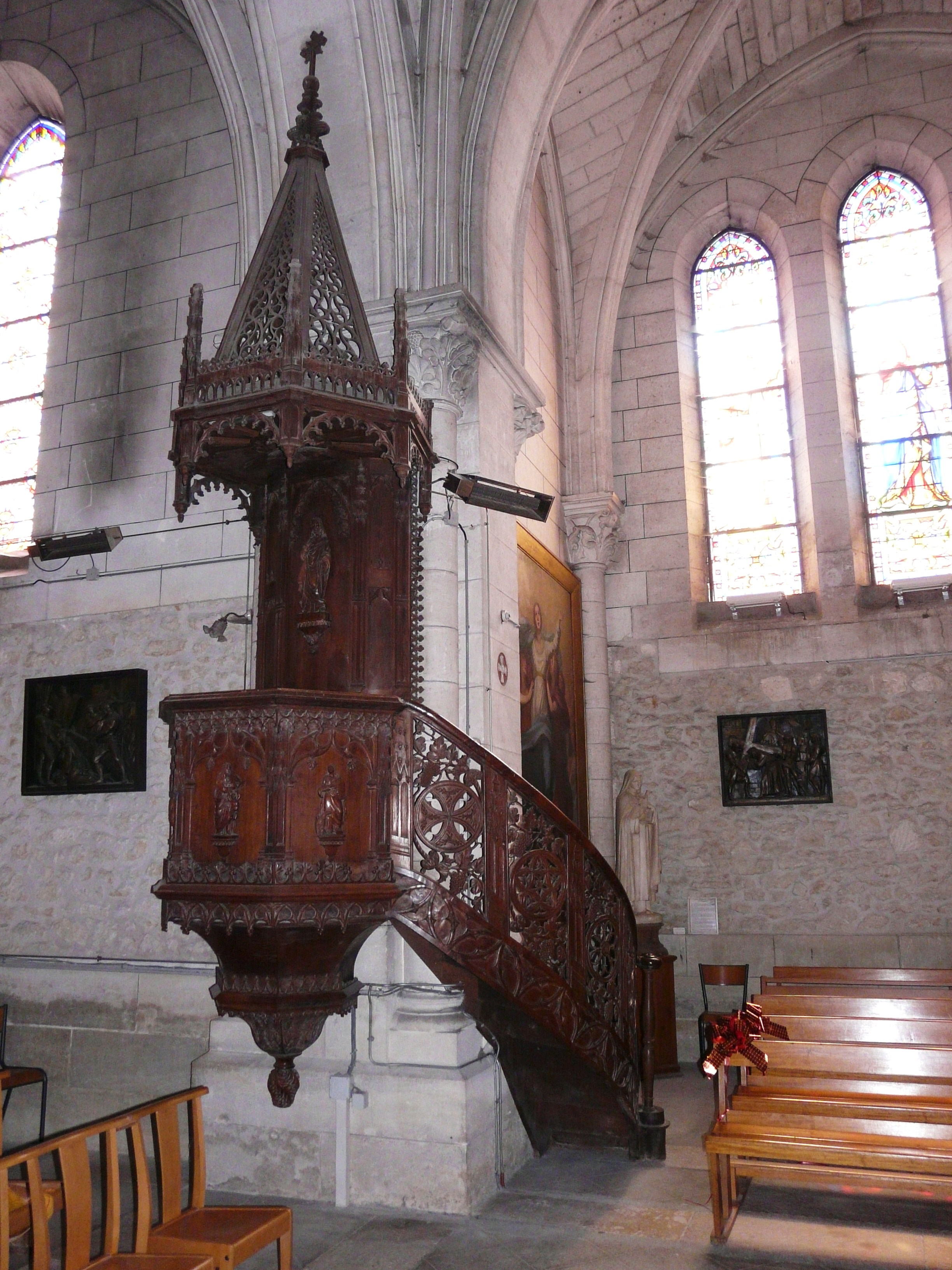
Chaire

## Orgue
L'orgue actuelle se trouvant dans le chœur de l'église a été construit en 1992 par le facteur d'orgue Jacques Boissonade.

## Vitraux
Les vitraux de l'église ont été réalisés par le maître verrier Joseph Villiet.

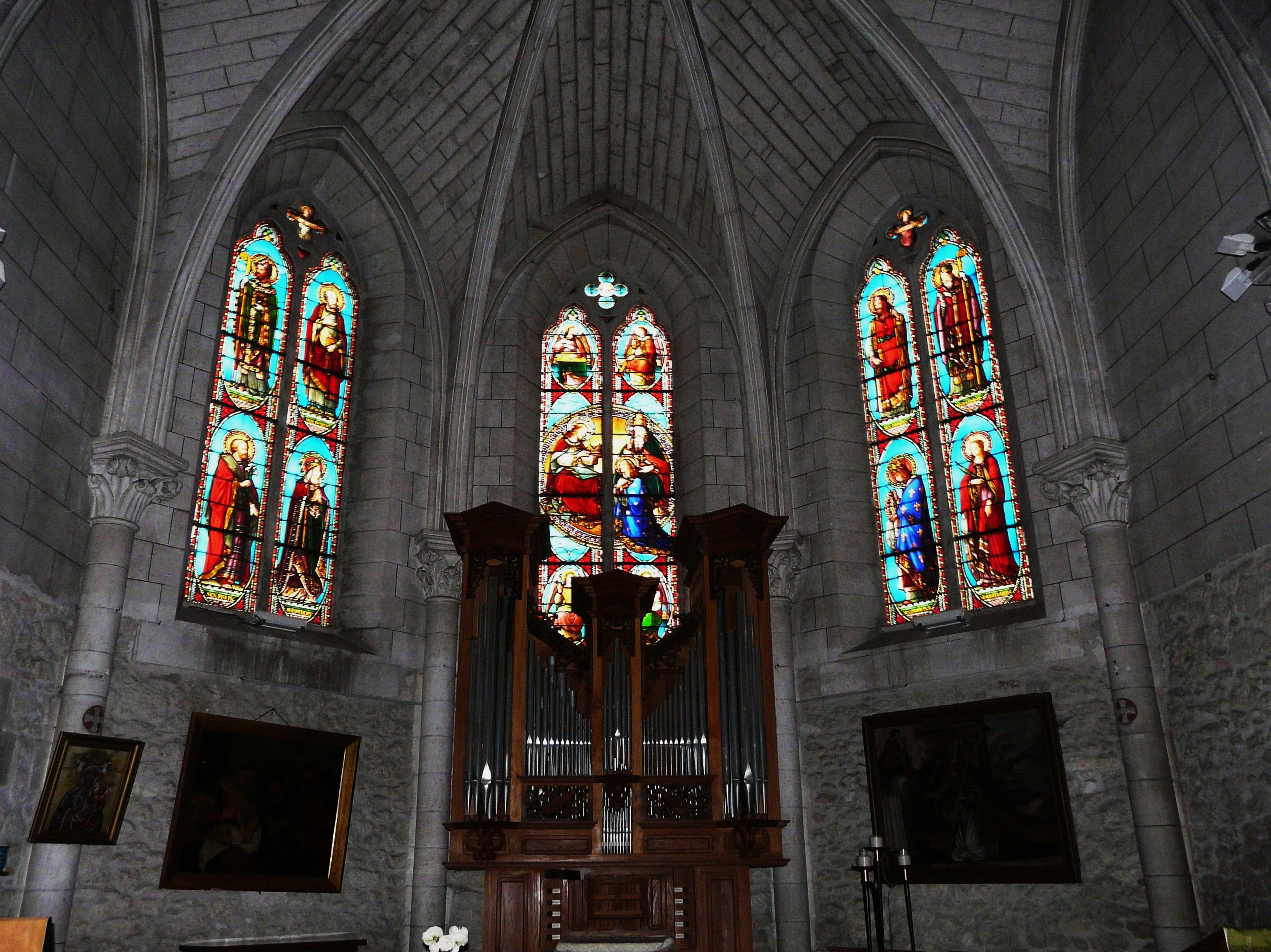
Vitraux du chœur avec l'orgue de Jacques Boissonade.
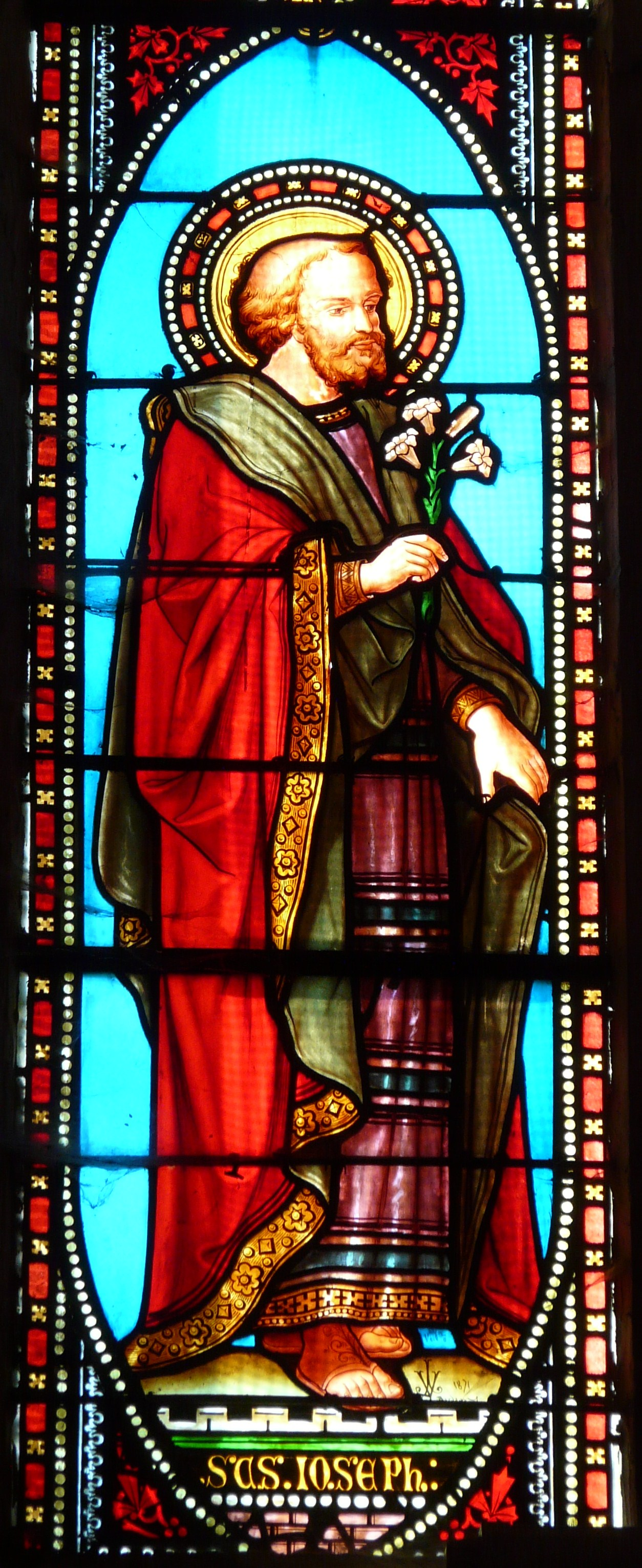
Vitrail de saint Joseph signé Joseph Villiet 1871.